# Civic Opera House
El Civic Opera House es un teatro de ópera situado en la ciudad de Chicago (Estados Unidos), en la calle North Wacker Drive. Forma parte del Edificio de la Ópera Cívica, un rascacielos con una torre de oficinas de 45 pisos y dos alas de 22 pisos. Esta construcción se inauguró el 4 de noviembre de 1929 y cuenta con un interior de estilo art déco. 
El teatro cuenta con 3.563 asientos, por lo que es el segundo mayor auditorio de ópera de Estados Unidos. Hoy en día es la sede permanente de la Opera lírica de Chicago, una de las compañías de ópera destacadas de Estados Unidos.